# Księżomierz
Księżomierz (dawniej także Księżomiesz) – dawna wieś w Polsce położona w województwie lubelskim, w powiecie kraśnickim, w gminie Gościeradów.
Nazwę zniesiono z 1.01.2024 r. Jednocześnie zniesiono nazwę Księżomierz Dzierzkowska (osada leśna), zmieniając rodzaj miejscowości oraz nazwy: Ulica Dzierzkowska na Księżomierz Dzierzkowska, Ulica Gościeradowska na Księżomierz Gościeradowska, Ulica Kościelna na Księżomierz Kościelna.
Poniższy opis dotyczy stanu przed 2024 r.
Wieś królewska w starostwie urzędowskim w powiecie urzędowskim województwa lubelskiego w 1786 roku. Za Królestwa Polskiego istniała gmina Księżomierz. W latach 1954–1972 wieś należała i była siedzibą władz gromady Księżomierz. W latach 1975–1998 miejscowość administracyjnie należała do województwa tarnobrzeskiego.
Wieś stanowi sołectwo gminy Gościeradów.  Według Narodowego Spisu Powszechnego (III 2011 r.) wieś liczyła 917 mieszkańców. 
W Księżomierzy urodził się Jan Nosek – poseł na Sejm II RP, więzień Majdanka a także Grzegorz Tuderek poseł na Sejm III RP.

## Integralne części wsi
| SIMC    | Nazwa                    | Rodzaj                                     |
| ------- | ------------------------ | ------------------------------------------ |
| 0792099 | Księżomierz Dzierzkowska | osada leśna (zniesiona 1 stycznia 2024 r.) |
| 0792053 | Ulica Dzierzkowska       | część wsi (od 1 stycznia 2024 r. wieś)     |
| 0792060 | Ulica Gościeradowska     | część wsi (od 1 stycznia 2024 r. wieś)     |
| 0792076 | Ulica Kościelna          | część wsi (od 1 stycznia 2024 r. wieś)     |

## Historia
Księżomierz w roku 1554 Xiaszmiesza, wież położona 14 km na południowy zachód od Urzędowa.
Historycznie położona w powiecie urzędowskim parafii Dzierzkowice. Wieś stanowiła własność królewską. W roku 1554 Stanisław Tęczyński wojewoda sandomierski i starosta urzędowski lokuje wieś Księżomierz na terenie należącym do wsi Dzierzkowice. Jest to lokacja wtórna bowiem w 1488 r. była już Keszomiesza osadą graniczącą z Boiską Wolą i Leśnikiem, połączona drogą ze Świeciechowem. Była królewszczyzną. Nie pisze o niej Długosz, chociaż opisał parafię Dzierzkowice, do której Księżomierz należała. Z opisu z roku 1565 wiadomo że wieś osadzona w dąbrowie przy gościńcu lubelskim posiadała 50 kmieci na 27 ¼ łana. Było w niej wówczas 7 ludzi wolnych (wolników), 5 karczmarzy, zagrodnicy, kołodziej, kowal, szewc. Wieś graniczy z Lisnikiem i Dzierzkowicami.
W 1905 r. w spisach figurują: wieś Księżomierz, folwark Księżomierz, wieś Księżomierz Łanowe Sołtysy i wieś Księżomierz Poduchowne. Spis powszechny z 1921 roku wykazuje tylko wieś i kolonię Księżomierz spisane razem.
W czasie agresji III Rzeszy na Polskę, Warszawska Brygada Pancerno-Motorowa z rejonu Księżomierza podjęła uniedaną próbę powstrzymania przeprawiajacy się na wschodni przeg Wisły pod Annopolem wojsk niemieckiej 10 Armii.
15 marca 1942 Niemcy spacyfikowali wieś. Zabili kilkanaście osób a zabudowania spalili.
Po II wojnie światowej były to trzy wsie: Księżomierz Dzierzkowska, Księżomierz Gościeradowska i Księżomierz Kościelna oraz wieś Księżomierz Kolonia traktowane jako oddzielne miejscowości. W 1970 r. istniały wsie: Księżomierz Wieś i Księzomierz Kolonia. Potem funkcjonowały: Księżomierz (wieś), Księżomierz Osada i Księżomierz Kolonia, a pozostałe miały status części miejscowości. Księżomierz Gościeradowska była osadą leśną.